# Першотравенська селищна рада
Першотра́венська се́лищна ра́да (до 1934 року — Токарівська сільська рада) — колишня адміністративно-територіальна одиниця та орган місцевого самоврядування у Баранівському, Новоград-Волинському районах і Новоград-Волинській міській раді Волинської округи, Київської й Житомирської областей УРСР та України. Адміністративний центр — селище міського типу Першотравенськ (до 1934 року — с. Токарівка).

## Населені пункти
Селищній раді були підпорядковані населені пункти:
- смт Першотравенськ

## Населення
Відповідно до результатів перепису населення СРСР, кількість населення ради, станом на 12 січня 1989 року, становила 4 164 особи.
Станом на 5 грудня 2001 року, відповідно до перепису населення України, кількість мешканців селищної ради становила 3 633 особи.

## Склад ради
Рада складалася з 20 депутатів та голови.
- Голова ради: Денисюк Олександр Федорович
- Секретар ради: Рибкіна Лариса Вікторівна

### Керівний склад попередніх скликань
| Прізвище, ім'я, по батькові         | Основні відомості | Дата обрання | Дата звільнення |
| ----------------------------------- | --- | ------------ | --------------- |
| Кокітко Наталія Володимирівна       | Селищний голова, 1970 року народження, член Партії промисловців і підприємців України                                                        | 26.03.2006   | 28.11.2006      |
| Макухівський В'ячеслав Анатолійович | Селищний голова, 1952 року народження, освіта вища, член Прогресивної соціалістичної партії України, був головою Ради попереднього скликання | 04.03.2007   | 31.10.2010      |
| Камінський Юрій Миколайович         | Селищний голова, 1964 року народження | 31.10.2010   |                 |

Примітка: таблиця складена за даними сайту Верховної Ради України

### VI скликання
За результатами місцевих виборів 2010 року депутатами ради стали:

#### За суб'єктами висування
| Суб'єкт висування | Кількість обраних депутатів | %  |
| ----------------- | --------------------------- | -- |
| Самовисування     | 14                          | 70 |
| Партія регіонів   | 6                           | 30 |

#### За округами
| № округу        | Прізвище, ім'я, по батькові             | Дата визнання обраним | Освіта             | Партійна приналежність                                                                       | Відомості про обраного депутата                                |
| --------------- | --------------------------------------- | --------------------- | ------------------ | -------------------------------------------------------------------------------------------- | -------------------------------------------------------------- |
| Партія регіонів |                                         |                       |                    |                                                                                              |                                                                |
| 1               | Макухівський Вадим В'ячеславович        | 05.11.2010            | вища               | член Партії регіонів                                                                         | Першотравенська селищна рада, спеціаліст                       |
| 3               | Уляницька Валентина Феліксівна          | 05.11.2010            | середня            | позапартійна                                                                                 | Першотравенська селищна рада, касир                            |
| 11              | Ковальчук Тетяна Петрівна               | 05.11.2010            | середня            | член Партії регіонів                                                                         | пенсіонер                                                      |
| 13              | Собченко Володимир Григорович           | 05.11.2010            | вища               | позапартійний                                                                                | Будинок культури, керівник гуртка                              |
| 14              | Полюшкевич Зоя Сергіївна                | 05.11.2010            | середня            | член Партії регіонів                                                                         | Першотравенська селищна рада, спеціаліст по субсидіям          |
| 20              | Цимбалюк Іван Іванович                  | 05.11.2010            | середня            | позапартійний                                                                                | пенміонер                                                      |
| Самовисування   |                                         |                       |                    |                                                                                              |                                                                |
| 2               | Лех Антоній Феліксович                  | 05.11.2010            | вища               | член Всеукраїнської Чорнобильської Народної Партії «За добробут та соціальний захист народу» | ДП «чорнобиль сервіс», слюсар                                  |
| 4               | Чаплінська Валентина Володимирівна      | 05.11.2010            | вища               | член Політичної партії «Українська платформа»                                                | тимчасово не працює                                            |
| 5               | Андрушко Юрій Миколайович               | 05.11.2010            | середня            | член Політичної партії «Українська платформа»                                                | приватний підприємець                                          |
| 6               | Пантелеймонова-Плакса Ірина Анатоліївна | 05.11.2010            | вища               | позапартійна                                                                                 | Першотравенська загальноосвітня школа І-ІІІ ст., вчитель       |
| 7               | Проскурович Галина Володимирівна        | 05.11.2010            | середня спеціальна | член Політичної партії «Українська платформа»                                                | Управління державного казначейства, начальник відділу видатків |
| 8               | Гнилориба Оксана Анатоліївна            | 05.11.2010            | вища               | член Політичної партії «Українська платформа»                                                | ДПІ, головний державний податковий інспектор                   |
| 9               | Данилюк Юрій Леонтійович                | 05.11.2010            | середня            | член Політичної партії «Українська платформа»                                                | Новоград-Волинське УЕГГ, слюсар                                |
| 10              | Рибкіна Лариса Вікторівна               | 15.11.2010            | вища               | член Політичної партії «Українська платформа»                                                | тимчасово не працює                                            |
| 12              | Астахова Наталія Валеріївна             | 05.11.2010            | вища               | член Політичної партії «Українська платформа»                                                | УПФ, головний економіст                                        |
| 15              | Ількевич Олександр Федорович            | 05.11.2010            | середня спеціальна | позапартійний                                                                                | ДП «Шпат»                                                      |
| 16              | Колбут Віталій Анатолійович             | 05.11.2010            | середня            | член Політичної партії «Українська платформа»                                                | ПЕТФ, робітник                                                 |
| 17              | Гук Віктор Тимофійович                  | 05.11.2010            | вища               | позапартійний                                                                                | пенсіонер                                                      |
| 18              | Супрунець Василь Оксентійович           | 15.11.2010            | середня            | позапартійний                                                                                | підприємець                                                    |
| 19              | Казмірчук Анатолій Анатолійович         | 05.11.2010            | середня спеціальна | позапартійний                                                                                | пенсіонер                                                      |

## Історія
Створена 3 листопада 1929 року як Токарівська сільська рада, відповідно до наказу Волинського ОВК № 49 «Про адміністративно-територіальні зміни в межах округи та утворення нових сільрад», в с. Токарівка Глибочської сільської ради Баранівського району Волинської округи. 26 серпня 1934 року, відповідно до постанови Президії ВУЦВК «Про розформування Токарівської сільради Баранівського району», Токарівську сільську раду приєднано до складу Першотравенської селищної ради Баранівського району Київської області.
20 жовтня 1938 року реорганізована до рівня селищної ради з підпорядкуванням сіл Глибочок, Мала Токарівка, Смолярня ліквідованої Глибочської сільської ради Баранівського району. 11 січня 1960 року до складу ради було включено села Стара Гута та Марківка розформованої Старогутянської сільської ради Баранівського району. Тоді ж с. Мала Токарівка було передане до складу Вільшанської сільської ради Дзержинського району.
Станом на 1 вересня 1946 року селищна рада входила до складу Баранівського району Житомирської області, до складу ради входили смт Першотравенськ та с. Глибочок.
7 січня 1963 року села Глибочок, Марківка та Стара Гута були передані до складу відновленої Марківської сільської ради Баранівського району.
Станом на 1 січня 1972 року селищна рада входила до складу Баранівського району Житомирської області, на обліку в раді перебувало смт Першотравенськ.
Виключена з облікових даних 17 липня 2020 року. Територію та населені пункти ради, відповідно до розпорядження Кабінету Міністрів України № 711-р від 12 червня 2020 року «Про визначення адміністративних центрів та затвердження територій територіальних громад Житомирської області», включено до складу Баранівської міської територіальної громади Новоград-Волинського району Житомирської області.
Входила до складу Баранівського (3.11.1929 р., 8.12.1966 р.), Новоград-Волинського (30.12.1962 р.) районів та Новоград-Волинської міської ради (7.01.1963 р.).